# (1869) Philoctetes
(1869) Philoctetes – planetoida z grupy trojańczyków okrążająca Słońce w ciągu 12 lat i 44 dni w średniej odległości 5,27 j.a. Została odkryta w ramach programu Palomar-Leiden-Survey przez Cornelisa i Ingrid van Houtenów na płytach fotograficznych wykonanych przez Toma Gehrelsa w Obserwatorium Palomar 24 września 1960 roku. Nazwa planetoidy pochodzi od Filokteta – mitycznego greckiego łucznika, uczestnika wojny trojańskiej, który zabił Parysa z łuku i strzały odziedziczonych po Heraklesie. Przed nadaniem nazwy planetoida nosiła oznaczenie tymczasowe (1869) 4596 P-L.